# Elio P4
Elio P4 – trójkołowy samochód osobowy klasy miejskiej wyprodukowany pod amerykańską marką Elio w 2017 roku.

## Historia i opis modelu
W maju 2013 roku założony w 2009 roku amerykański startup Elio Motors przedstawił prototyp będący wczesnorozwojową realizacją swojego trójkołowego samochodu. Produkcyjny model przedstawiono nieco ponad 8 miesięcy później, nadając mu nazwę Elio P4.
Charakterystycznymi cechami wizualnymi pojazdu stała się m.in. koncepcja trójkołowca, z dwukołową osią przednią oraz zawężoną częścią tylną z pojedynczym kołem. Nadwozie zyskało wąski i smukły kształt, z jednomiejscową kabiną, do której dostęp można uzyskać po obu stronach pojazdu. Standardowe wyposażenie pojazdu według deklaracji producenta miałoby obejmować m.in. elektrycznie sterowane szyby, tempomat, oświetlenie wnętrza, radio, a także regulowany w sześciu płaszczyznach fotel kierowcy.
Kształt nadwozia oraz współtworzących go detali został podyktowany jak najlepszymi właściwościami aerodynamicznymi, zapewniając możliwość pozyskania relatywnie jak najniższego spalania. 55-konny, trzycylindrowy silnik benzynowy o pojemność 0,9-litra miał pozwolić na uzyskanie średniego spalania 2,8 litra na 100 kilometrów. Silnik miał pozwolić przekroczyć prędkość 100 km/h, będąc optymalnym jednak do poruszania się głównie w warunkach miejskich i okołomiejskich.

### E
We wrześniu 2021 roku, po ponad dwu latach braku informacji na temat kondycji kontrowersyjnego przedsięwzięcia Elio Motors, firma ogłosiła, że dotychczas zakładany w planach silnik benzynowy zostanie zastąpiony elektrycznym. Model o nazwie Elio E miałby rozwijać maksymalną prędkość 177 km/h, umożliwiając zasięg na jednym ładowaniu do ok. 242 kilometry. Nie wskazano szczegółów nt. baterii.

### Sprzedaż
Kwestia wdrożenia Elio P4, a później Elio E, do sprzedaży okazała się przedmiotem szerokich kontrowersji i zarazem największym problemem, jaki stanął na drodze autorom projektu. Od momentu debiutu z 2014 roku, podczas którego początek produkcji planowano na 2015 rok, nie udało się tego dokonać przez kolejne 7 lat. Firma była w stanie wyprodukować jedynie serię próbnych egzemplarzy w 2017 roku w byłej fabryce General Motors w mieście Shreveport w stanie Luizjana.

### Silnik
- R3 0.9l